# Three Comrades
Three Comrades ist die US-amerikanische Literaturverfilmung des Romans Drei Kameraden von Erich Maria Remarque. Die Hauptrollen in dem Film von 1938 spielen Robert Taylor, Franchot Tone und Margaret Sullavan unter der Regie von Frank Borzage. F. Scott Fitzgerald, der einige Jahre als Drehbuchautor bei MGM arbeitete, erhielt hier seine einzige Nennung im Credit eines Films.

## Handlung
Der Erste Weltkrieg ist vorbei. Die drei Freunde und Frontsoldaten Erich Lohkamp, Otto Koster und Gottfried Lenz kommen ohne Illusionen und ohne Perspektive zurück in die Heimat. Sie versuchen gemeinsam, sich eine Existenz als Taxifahrer und Kfz-Mechaniker aufzubauen. Eines Tages lernt Erich die junge, völlig mittellose Adelige Patricia Hollmann kennen. Die Liebe von Patricia schafft es, den Zynismus und die Verbitterung von Erich langsam in Hoffnung und Zuversicht zu wandeln. Doch zunächst weigert sich Patricia, Erich zu heiraten, da sie an Lungentuberkulose erkrankt ist und wenig Hoffnung auf Genesung besteht. Eine Kur in den Bergen bringt nur scheinbar Linderung. Nach einer teuren Operation, die die letzten finanziellen Reserven der drei Freunde aufbraucht, stirbt Patricia. Mittlerweile ist auch Gottfried gestorben und Erich und Otto beschließen, ihr Glück in Südamerika zu suchen.

## Hintergrund
Seit dem Erfolg des Films Im Westen nichts Neues aus dem Jahr 1930 waren die Bücher von Erich Maria Remarque ein beliebter Stoff für sozialkritische Filme. MGM, die Ende 1936 die Recht an dem neuesten Roman Drei Kameraden erworben hatten, scheuten sich daher nicht, etliche der Topstars des Studios für die Besetzung der Hauptrollen ins Gespräch zu bringen. Zunächst war geplant, Spencer Tracy und Luise Rainer einzusetzen. Dann hieß es, Robert Taylor, James Stewart und Joan Crawford würden engagiert. Nach etlichen weiteren Umbesetzungen blieb lediglich Robert Taylor übrig, der jetzt an der Seite von Franchot Tone und Margaret Sullavan auftrat. Sullavan, die bereits 1934 unter der Regie von Frank Borzage in der Verfilmung des Romans Kleiner Mann – was nun? von Hans Fallada mitgewirkt hatte, war Anfang 1938 auf der Basis eines nicht-exklusiven Vertrages über sechs Filme zu MGM gewechselt. Die Produktion verlief problematisch. Das Drehbuch von F. Scott Fitzgerald, der hier seine einzige Nennung als Autor im Credit eines Films bekam, wurde als zu abgehoben und zu pessimistisch eingeschätzt und daher in weiten Teilen nicht verwendet. Die Zensurbehörden sorgten dafür, dass die politischen Ausführungen des Romans nur stark abgeschwächt und modifiziert verwendet wurden. Jeder Hinweis auf bestimmte politische Parteien wurde unterlassen.

## Kinoauswertung
Die Herstellungskosten beliefen sich auf 839.000 US-Dollar, was über dem durchschnittlichen Budget für einen A-Film bei MGM zu der Zeit lag. An der Kinokasse war der Film sehr erfolgreich und spielt allein in den USA 1.139.000 US-Dollar ein, zu denen weitere 850.000 US-Dollar aus dem Ausland kamen. Ein kumuliertes Einspielergebnis von 2.043.000 US-Dollar erlaubte es dem Studio, am Ende einen hohen Profit von 472.000 US-Dollar zu realisieren.

## Kritik
Der Film erhielt durchwachsene Rezensionen. Einhellig negativ wurde die als vage und unbestimmt wahrgenommene Darstellung der politischen Hintergründe im Nachkriegsdeutschland beurteilt. Der Aufstieg radikaler Parteien käme, so die Kritiker, bestenfalls schemenhaft und in Andeutungen zur Sprache.
Das Branchenfachblatt The Hollywood Reporter nannte Three Comrades eine Mischung aus Großartigem und Enttäuschendem (“a combination of the magnificent and the deeply disappointing”).
Uneingeschränktes Lob gab es für Margaret Sullavan.
Die New York Times fand, selbst das Wort bewundernswürdig würde eine Untertreibung darstellen. Sullavan sei unwiderstehlich bezaubernd (“The word admirable is sheer understatement. Her performance is almost unendurably lovely.”)

## Auszeichnungen
Bei der Oscarverleihung 1939 erhielt der Film eine Nominierung in der Kategorie
- Beste Hauptdarstellerin – Margaret Sullavan

Margaret Sullavan gewann 1938 für ihre Darstellung den New York Film Critics Circle Award als Beste Hauptdarstellerin.